# Second Avenue
La Second Avenue (en català Segona Avinguda) és una avinguda de Manhattan, a New York, situada a l'East Side, que s'estén de Houston Street, a l'East Village fins a el Harlem River, al nord de Manhattan. La Second Avenue drecera de nombrosos barris de Manhattan, entre els quals es troben de manera successiva del sud al nord: Lower East Side, East Village, Gramercy, Murray Hill, Yorkville, i Spanish Harlem.

## Història
El centre de la Segona Avinguda, al Lower East Side, va ser la llar de moltes produccions de teatre idix durant la primera part del segle xx, i la Segona Avinguda va passar a ser coneguda com el "Districte del Teatre Yiddish", Broadway yiddish o el Rialto jueu. Tot i que els teatres han desaparegut, queden molts rastres de la cultura immigrant jueva, com ara les xarcuteries i les fleques kosher, i la coneguda Second Avenue Deli, que va tancar el 2006 i després es va reobrir a East 33rd Street i Third Avenue.
La línia elevada de tren de la Segona Avinguda passava per sobre d'aquesta a través de la longitud de l'avinguda al nord del carrer 23, i es va mantenir des de 1880 fins que el servei es va acabar el 13 de juny de 1942. Al sud de la Segona Avinguda, circulava per la First Avenue i després per Allen & Division. Els trens elevats eren sorollosos i bruts, donat que al segle xix eren tirats per locomotores de vapor que emetien sutge. Això va deprimir el valor de la terra al llarg de la Segona Avinguda a finals del segle xix i principis del XX. En part a causa de la presència de sensibilitat química múltiple en la població obrera que vivia en els edificis construïts durant aquesta època. La línia va ser finalment enderrocada el 1942 perquè estava deteriorada i obsoleta, i els costos de la Segona Guerra Mundial van fer impossible el seu manteniment. La Segona Avinguda manté el seu caràcter arquitectònic modest avui dia, tot i que existeixen diverses zones d'ingressos alts.
El 26 de març de 2015, una explosió de gas i un incendi resultant a l'East Village van destruir tres edificis a 119, 121 i 123 Second Avenue, entre East 7th Street i St. Mark's Place. Almenys vint-i-dues persones van resultar ferides, quatre en estat crític, i inicialment dues es van declarar inicialment desaparegudes.